# Soldadito español
Pour plus de détails, voir Fiche technique et Distribution.
Soldadito español est un film espagnol réalisé par Antonio Giménez-Rico, sorti en 1988.

## Fiche technique
- Titre français : Soldadito español
- Réalisation : Antonio Giménez-Rico
- Scénario : Antonio Giménez-Rico et Rafael Azcona
- Photographie : Federico Ribes
- Montage : Miguel González Sinde
- Musique : Carmelo Bernaola
- Pays d'origine : Espagne
- Format : Couleurs - Stéréo
- Genre : comédie dramatique
- Durée : 96 minutes
- Date de sortie : 1988

## Distribution
- Maribel Verdú : Marta Ocón Cabezuela
- Juan Luis Galiardo : Francisco Calleja
- María Garralón (es) : Luisa Perales
- Luis Escobar (es) : Víctor Perales
- Miguel Rellán : Angel Perales
- María Luisa San José (es) : Elena
- Félix Rotaeta : Román Perales
- Amparo Baró : Lola
- José Luis López Vázquez : Manuel Ocón
- Ana Álvarez : Camarera